# Michaela Paštiková
Michaela Paštiková (Šumperk, 27 marzo 1980) è un'ex tennista ceca.

## Carriera
In carriera ha vinto un titolo di doppio. Nei tornei del Grande Slam ha ottenuto il suo miglior risultato raggiungendo le semifinali di doppio agli Australian Open nel 2005, in coppia con la connazionale Gabriela Navrátilová.
In Fed Cup ha giocato un totale di 2 partite, ottenendo 2 sconfitte.

## Statistiche

### Doppio

#### Vittorie (1)
| Numero | Anno          | Torneo                                       | Superficie  | Compagna        | Avversarie in finale             | Punteggio     |
| 1.     | 2 maggio 1999 | Croatian Bol Ladies Open, Vallo della Brazza | Terra rossa | Jelena Kostanić | Meghann Shaughnessy Andreea Vanc | 7-5, 6-7, 6-2 |

### Doppio

#### Finali perse (3)
| Numero | Anno            | Torneo                             | Superficie  | Compagna             | Avversarie in finale                     | Punteggio     |
| 1.     | 12 luglio 1998  | I. ČLTK Prague Open, Praga         | Terra rossa | Květa Hrdličková     | Silvia Farina Karina Habšudová           | 6-2, 1-6, 2-6 |
| 2.     | 16 gennaio 2005 | Canberra Women's Classic, Canberra | Cemento     | Gabriela Navrátilová | Tathiana Garbin Tina Križan              | 5-7, 6-1, 4-6 |
| 3.     | 17 luglio 2005  | Internazionali di Modena, Modena   | Terra rossa | Gabriela Navrátilová | Julija Bejhel'zymer Mervana Jugić-Salkić | 2-6, 0-6      |

### Risultati in progressione
| Sigla | Risultato               |
| ----- | ----------------------- |
| V     | Vincitore               |
| F     | Finalista               |
| SF    | Semifinalista           |
| O     | Oro olimpico            |
| A     | Argento olimpico        |
| SF    | Bronzo olimpico         |
| QF    | Quarti di Finale        |
| 4T    | Quarto turno            |
| 3T    | Terzo turno             |
| 2T    | Secondo turno           |
| 1T    | Primo turno             |
| RR    | Round Robin             |
| LQ    | Turno di qualificazione |
| A     | Assente                 |
| ND    | Non disputato           |

| Legenda superfici    |
| -------------------- |
| Cemento              |
| Terra battuta        |
| Erba                 |
| Superficie variabile |

#### Singolare nei tornei del Grande Slam
| Torneo          | 2000 | 2001 | 2002 | 2003 | 2004 | 2005 | 2006 | 2007 | 2008 | 2009 | 2010 | 2011 |
| --------------- | ---- | ---- | ---- | ---- | ---- | ---- | ---- | ---- | ---- | ---- | ---- | ---- |
| Australian Open | A    | A    | A    | A    | A    | 2T   | A    | A    | A    | A    | A    | A    |
| Open di Francia | A    | A    | A    | A    | A    | 1T   | A    | A    | A    | A    | A    | A    |
| Wimbledon       | A    | A    | A    | A    | A    | 2T   | A    | A    | A    | A    | A    | A    |
| US Open         | A    | A    | A    | A    | A    | 2T   | A    | A    | A    | A    | A    | A    |

#### Doppio nei tornei del Grande Slam
| Torneo          | 2000 | 2001 | 2002 | 2003 | 2004 | 2005 | 2006 | 2007 | 2008 | 2009 | 2010 | 2011 |
| --------------- | ---- | ---- | ---- | ---- | ---- | ---- | ---- | ---- | ---- | ---- | ---- | ---- |
| Australian Open | A    | A    | A    | A    | A    | SF   | 1T   | A    | A    | A    | A    | A    |
| Open di Francia | A    | A    | A    | A    | 1T   | 2T   | 1T   | A    | A    | A    | A    | A    |
| Wimbledon       | A    | A    | A    | A    | 1T   | 2T   | 1T   | A    | A    | A    | A    | A    |
| US Open         | 1T   | A    | A    | A    | 1T   | 2T   | A    | A    | A    | A    | A    | A    |

#### Doppio misto nei tornei del Grande Slam
Nessuna partecipazione